# Alexander Macfarlane
Alexander Macfarlane (Wallace, Nueva Escocia, 17 de junio de 1818-Canada, 14 de diciembre de 1898). Fue un abogado y una figura política de Nueva Escocia. Fue miembro del Senado de Canadá entre 1870 y 1898.

## Biografía
Nació en Wallace, Nueva Escocia en 1818. Estudió derecho y se hizo abogado en 1844. Después fue representador de Cumberland en la Asamblea legislativa de Nueva Escocia entre 1856 y 1867 como un miembro conservador. Le designaron consejero de la reina en 1867. Macfarlane también sirvió como presidente del consejo de administración central de la agricultura para la provincia durante la década de 1860. El 10 de octubre de 1870, lo designaron senador para la división de Wallace. Fue senador hasta el día de su muerte.